# Stefan Pospichal
Stefan Pospichal, nebo také Štefan Pospíchal (17. listopadu 1910, Vídeň – 1940), byl fotbalista rakouské národnosti, který reprezentoval Československo.

## Sportovní kariéra
Prošel SC Cricket-Frem Vídeň, Austrií Vídeň, v naší lize hrál za Teplitzer FK (1932–1934) a SK Židenice (1934–1939). V naší nejvyšší soutěži odehrál 119 zápasů a vstřelil 3 góly (Za SK Židenice 99 / 3, za Teplitzer FK 20 / 0). Desetkrát startoval též ve Středoevropském poháru. Hrál zpravidla na pozici středního záložníka.
Za československou reprezentaci sehrál jeden zápas roku 1935 (s Jugoslávií), gól v něm nedal.

## Konec ve válce
Zahynul v bojích 2. světové války v řadách wehrmachtu.